# Aeropuerto de Mariehamn
El Aeropuerto de Mariehamn (en sueco: Mariehamns flygplats, en finés: Maarianhaminan lentoasema) (IATA: MHQ, OACI: EFMA) es el aertopuerto que sirve a la ciudad de Mariehamn. Está situado en Jomala, a unos 3 km al noroeste del centro de la misma. En 2010 pasaron por él 48.672 pasajeros y está operado por la compañía Finavia.

## Aerolíneas y destinos
| Aerolíneas                                   | Destinos |
| -------------------------------------------- | -------- |
| Finnair operado por Nordic Regional Airlines | Helsinki |

## Estadísticas
Ver fuente y consulta Wikidata.
| Año  | Pasajeros nacionales | Pasajeros internacionales | Pasajeros totales | Cambio |
| ---- | -------------------- | ------------------------- | ----------------- | ------ |
| 2005 | 43,266               | 4,079                     | 47,345            | −18.9% |
| 2006 | 57,364               | 6,750                     | 64,114            | +35.4% |
| 2007 | 53,269               | 10,032                    | 63,301            | −1.3%  |
| 2008 | 51,210               | 10,900                    | 62,110            | −1.9%  |
| 2009 | 41,949               | 14,305                    | 56,254            | −9.4%  |
| 2010 | 36,904               | 11,768                    | 48,672            | −13.5% |
| 2011 | 39,209               | 14,359                    | 53,568            | +10.1% |